# Einsteinturm
Der Einsteinturm ist ein 1920–1922 erbautes Observatorium im „Wissenschaftspark Albert Einstein“ auf dem Telegrafenberg in Potsdam und ein für seine Entstehungszeit revolutionäres Bauwerk des Architekten Erich Mendelsohn. Es wurde nach dem Nobelpreisträger für Physik des Jahres 1921 benannt. Hier sollte die Gültigkeit von Einsteins Relativitätstheorie experimentell bestätigt werden. Das Gebäude steht unter Denkmalschutz. Hausherr und Betreiber des Turmteleskops ist das Leibniz-Institut für Astrophysik Potsdam.

## Der Bau des Turms

### Idee und Durchführung

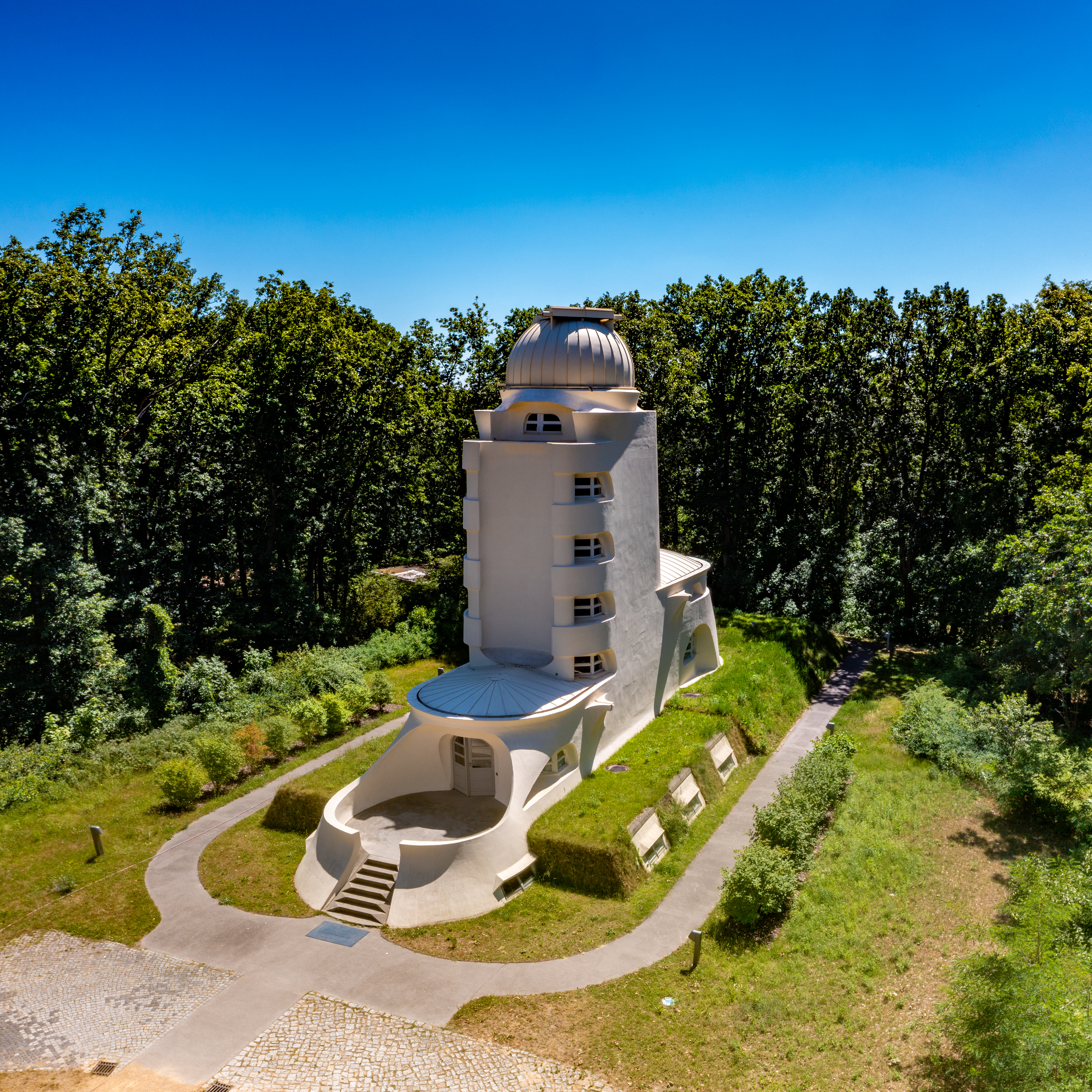
Anlage des Einsteinturms

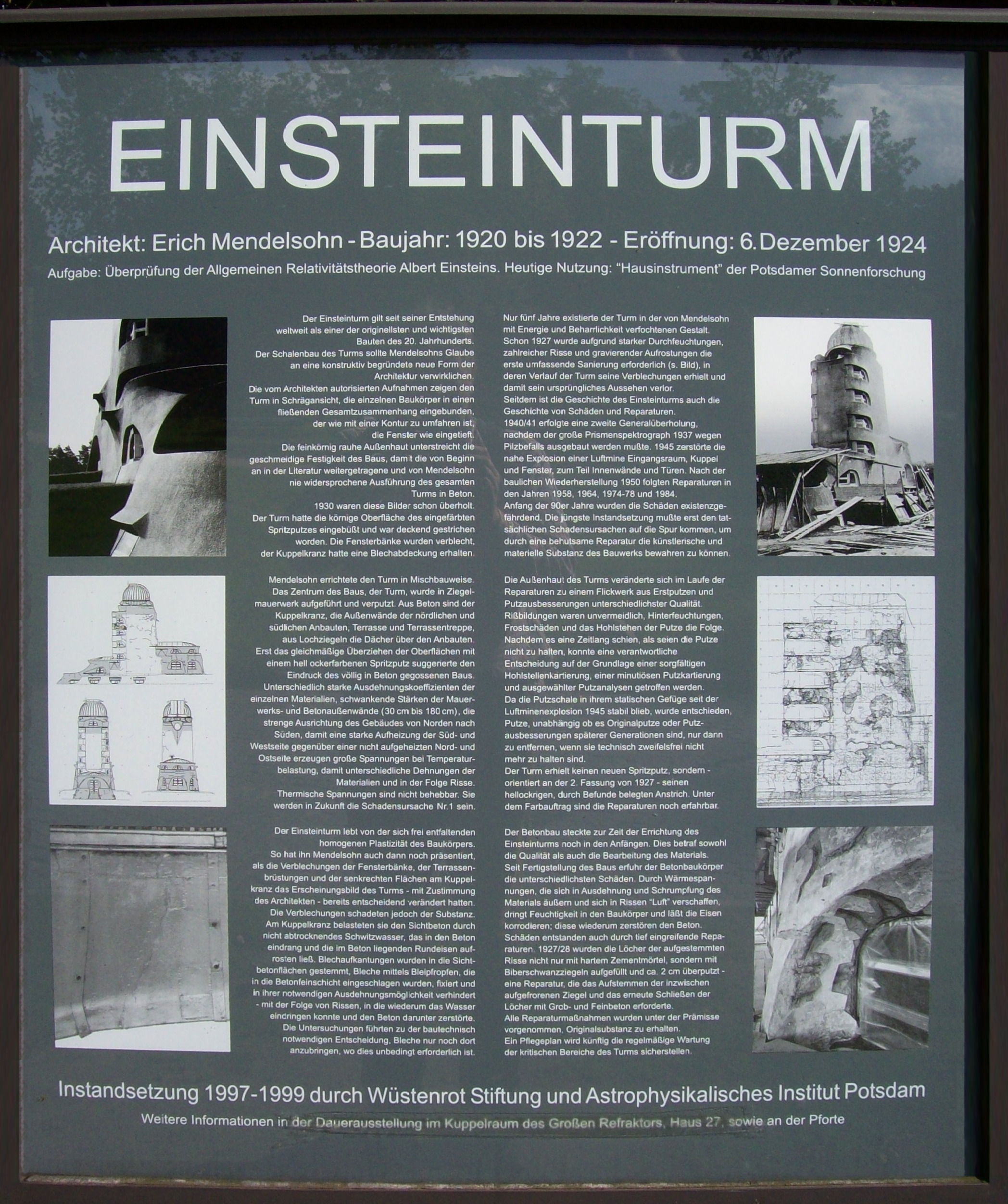
Tafel beim Einsteinturm

Während Einstein in den Jahren 1911 bis 1915 an seiner Allgemeinen Relativitätstheorie arbeitete, forderte er die astronomische Fachwelt auf, seine Vorhersagen experimentell zu überprüfen. Als einer der ersten Wissenschaftler verfolgte Erwin Finlay Freundlich das neue Problem; er war Astrophysiker an der Sternwarte in Babelsberg bei Potsdam und mit Einstein seit 1911 bekannt. Seit 1917 projektierte er in Abstimmung mit Einstein ein Observatorium, das für die speziellen Anforderungen geeignet sein musste.
Freundlich unterhielt enge persönliche Kontakte zu dem Architekten Erich Mendelsohn. Er unterrichtete ihn ausführlich über die Entwicklung der Allgemeinen Relativitätstheorie und interessierte ihn für den Entwurf des Observatoriums. Mendelsohn suchte damals nach neuen architektonischen Ausdrucksformen, die er mit den zeitgemäßen Baumaterialien Stahl und Stahlbeton realisieren wollte. Über diese Baustoffe schrieb er, dass sie „wenn in ihrem elastischen Potential erkannt, notwendigerweise zu einer Architektur führen, die völlig verschieden ist von allem, was wir zuvor kannten“. In zahlreichen kleinformatigen Skizzen fiktiver Gebäude hatte er schon als Soldat im Ersten Weltkrieg Ideen für die neue Architektur entwickelt. Nun zeichnete sich die Möglichkeit ab, seine Vorstellungen zu verwirklichen. Natürlich musste Mendelsohn sich nach den Vorgaben richten, die Freundlich entsprechend den wissenschaftlichen Erfordernissen definierte. Das geplante vertikale Teleskop sollte auf einem eigenen Fundament unabhängig von dem sonstigen Bau in dessen Inneren installiert werden und das eigentliche Gebäude vor allem als Schutzhülle dienen.

Der Einsteinturm, 1921

Erste konkrete Entwürfe entstanden 1919, bis 1922 wurde gebaut, die langwierige Installation der wissenschaftlichen Geräte war erst 1924 beendet. Der Architekt Richard Neutra, seinerzeit bei Mendelsohn beschäftigt, gestaltete das Gelände rings um den Turm. Das Gebäude wird meist als herausragendes Beispiel expressionistischer Architektur bezeichnet. Zu erkennen sind aber auch entfernte Anklänge an den Jugendstil. Einstein fasste seine Eindrücke mit dem Wort: „Organisch!“ zusammen, eine Bewertung, mit der Mendelsohn durchaus einverstanden war (vergleiche auch Organische Architektur). Der Architekt selbst schrieb: „Ich übertrage zum ersten Mal Funktion und Dynamik als Gegensatzpaar auf das Gebiet der Architektur. Ich schulde diese wissenschaftliche Überlegung meiner häufigen Anwesenheit bei Diskussionen zwischen Einstein und seinen Mitarbeitern“. Harald von Klüber, ein Mitarbeiter am Einsteinturm, erklärte die ungewöhnlichen neuen Formen damit, dass Mendelsohns Stil die Aspekte moderner Technik, Mathematik und Physik reflektiere und auf deren komplizierte, aber auch ästhetische Ideen mit kompliziert schwingenden Formen und elegant gekrümmten Kurven antworte.
Durch Einsteins weltweite Popularität, seine Position als Mitglied der Preußischen Akademie der Wissenschaften und als Direktor des Kaiser-Wilhelm-Institutes für Physik war das Projekt eines „Turmteleskops der Einstein-Stiftung“ entscheidend gefördert worden. Trotz der schwierigen ökonomischen Bedingungen der unmittelbaren Nachkriegszeit konnte das Vorhaben finanziert werden, je zur Hälfte durch den preußischen Staat und durch die „Albert-Einstein-Stiftung“ der deutschen Industrie. Am 6. Dezember 1924 nahm das Institut offiziell seinen Betrieb auf. Einstein selbst leitete im Arbeitsraum des Observatoriums die erste Sitzung des Kuratoriums. Noch im selben Jahr wurde die Bezeichnung „Einsteinturm“ allgemein üblich.

### Bautechnische Probleme

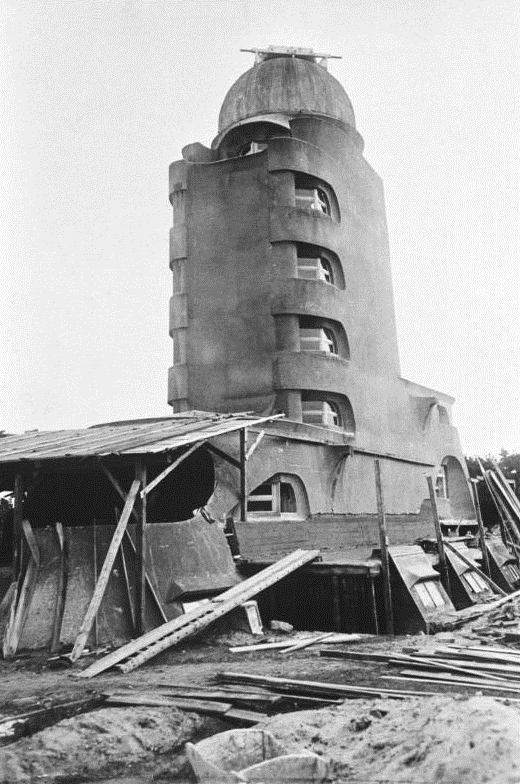
Erste Renovierungsarbeiten 1927/1928

Der Einsteinturm war als Stahlbetonbau konzipiert. Als solcher wurde er von Anfang an betrachtet und auch in der Fachliteratur bezeichnet. Mendelsohn hat dieser Darstellung nie widersprochen, obwohl sie buchstäblich nur die halbe Wahrheit enthielt. Das Bauen mit Beton war damals noch keine ausgereifte Technik. Die Qualität des Materials ließ zu wünschen übrig, seine Bearbeitung – zum Beispiel die Schalung ungewohnter Formen – war nicht hinreichend erprobt. Mendelsohn musste daher das Observatorium schließlich in Mischbauweise errichten lassen. Aus Beton sind der Kuppelkranz, die Außenwände der Anbauten, Terrasse und Terrassentreppe. Das Zentrum der Anlage, der Turm selbst, besteht aus Ziegelmauerwerk, ebenso die Dächer über den Anbauten. Der gewünschte Eindruck eines homogenen Betonbaues entstand erst, nachdem alles mit einer gleichmäßigen Schicht von feinkörnigem, hell ockerfarbenem Spritzputz überzogen war.
Die Mischbauweise verursachte eine lange Geschichte von Schäden und Reparaturen. Hauptursache waren thermische Spannungen durch unterschiedliche Materialien und Wandstärken. Schon 1927, nur fünf Jahre nach Fertigstellung, musste wegen zahlreicher Defekte – Durchfeuchtungen, Risse und Rostschäden – umfassend saniert werden. An mehreren Stellen wurden Bleche angebracht, die das Erscheinungsbild deutlich veränderten. Aber auch diese Schutzmaßnahmen schadeten letztlich der Bausubstanz. 1937 machte Pilzbefall den Ausbau des großen Prismenspektrografen erforderlich. Die zweite Generalüberholung wurde 1940/41 notwendig. Im Zweiten Weltkrieg explodierte 1945 eine Luftmine in der Nähe und zerstörte verschiedene Gebäudeteile. Nach der Wiederherstellung 1950 wurden in den Jahren 1958, 1964, 1974–1978 und 1984 weitere Reparaturen vorgenommen.
Zu Beginn der 1990er Jahre schien die Existenz des Gebäudes bedroht. Auf umfangreiche Untersuchungen und Kartierung der Schadensstellen folgte in den Jahren 1997 bis 1999 die bisher gründlichste Sanierung. Dabei wurde darauf geachtet, so viel Originalsubstanz wie irgend möglich zu erhalten. Gemeinsame Träger der etwa drei Millionen Euro teuren Maßnahmen waren die Wüstenrot Stiftung, die zwei Drittel der Kosten und die operative Leitung übernahm, und das Leibniz-Institut für Astrophysik Potsdam als Hausherr des Einsteinturms. In Zukunft werden die kritischen Bereiche der Anlage anhand eines Pflegeplans regelmäßig überwacht und gewartet.
Auch wenn dadurch die Zeit bis zur nächsten Instandsetzung vergleichsweise verlängert werden konnte, musste der Einsteinturm von 2021 bis 2023 erneut saniert werden, da wieder Risse in der Fassade entstanden waren. Neben der Reparatur der Fassade standen auch die Abdichtung der Fensterbrüstungen, die Ertüchtigung der Dächer und der Kuppel, die Terrasse mit ihrer Brüstung und die Außenanlagen im Vordergrund.

## Die Forschung

### Gerät und Thema
Einstein hatte im Jahre 1911 eine erst vorläufige Fassung seiner Allgemeinen Relativitätstheorie, einer neuartigen Gravitationstheorie, veröffentlicht. Einer der vorhergesagten Effekte in diesem Zusammenhang war die Rotverschiebung des Lichtes, eine geringfügige Verschiebung von Spektrallinien im Schwerefeld der Sonne. Das Sonnenobservatorium auf dem Telegrafenberg war in erster Linie für die Überprüfung dieses Phänomens entworfen und erbaut worden und wurde zu Ehren des Wissenschaftlers als Einsteinturm benannt.
Vorbild für die von Freundlich konzipierte Anlage war das Mount-Wilson-Observatorium in Kalifornien, das weltweit erste Turmteleskop überhaupt. Bei Turmteleskopen lenkt ein Coelostat – ein System von zwei Umlenkspiegeln - an der Spitze einer senkrechten Konstruktion das Licht nach unten auf das Objektiv. Das eigentliche Linsensystem ist starr in die Konstruktion integriert, die Spiegel an seinem Kopfende sind beweglich; nur diese kleineren, leichteren Teile des Instruments müssen also der Sonnenbahn nachgeführt werden. Durch die vertikale Anordnung können sich die in Bodennähe empfindlich störenden Luftturbulenzen weniger auswirken.
Im Einsteinturm besteht die Konstruktion zur Aufnahme der Optik aus zwei übereinanderstehenden, jeweils sechs Meter hohen Holzgerüsten, in bestimmten Abständen sind schwarze Blenden angebracht. Das Teleskop hat ein Linsenobjektiv von 60 cm Durchmesser, die Brennweite beträgt 14 m. Räume für Beobachtungen und Messungen befinden sich an der Basis des Turms. In kalifornischen Observatorium lagen die Laborräume untereinander, während sie hier nun horizontal angeordnet sind. Ein weiterer schwenkbarer Spiegel lenkt dabei das Sonnenlicht in den etwa 14 m langen, thermisch isolierten Spektrografenraum, der im Souterrain auf der Südseite des Turmes, unter einem aufgeschütteten Erdwall liegt. Dort wird das Licht in seine spektralen Bestandteile zerlegt und analysiert. Aus dem Konzept des waagerechten Labortrakts ergab sich die langgestreckte Form der Anlage.
Schon kurz nach Beginn der Forschungsarbeiten zeigte sich, dass der gesuchte Nachweis sehr viel schwieriger zu erbringen war als zunächst erwartet. Die minimalen Verschiebungen der Spektrallinien wurden von anderen solaren Einflüssen überlagert. Grund waren die atmosphärischen Turbulenzen auf der Sonnenoberfläche. Einstein und Freundlich hatten aber auch von Anfang an nicht allein das spezielle Problem der Rotverschiebung im Auge gehabt, sondern darüber hinaus an sonnenphysikalische Grundlagenforschung gedacht. Die Labors waren so angelegt, dass neue Geräte problemlos installiert werden konnten. Das turbulente Verhalten der äußeren Sonnenatmosphäre wurde bald zum Hauptgegenstand der Forschung am Einsteinturm. Der Effekt der Rotverschiebung konnte hier erst in den 1950er Jahren nachgewiesen werden, nachdem es gelungen war, die komplexen Störungen der Sonnenatmosphäre genauer zu analysieren.

### Heutige Situation
Eigenschaften und Verhalten der Magnetfelder liefern den Schlüssel zum Verständnis der Sonnenaktivitäten. Diese Probleme stehen im Mittelpunkt der Arbeit im Einsteinturm. Mithilfe eines Doppelspektrografen und zweier lichtelektrischer Polarisationsanalysatoren werden Magnetfelder auf der Sonne gemessen. Die Messungen in der Photosphäre, dem Bereich des sichtbaren Lichts, erlauben Rückschlüsse auf den Verlauf in höheren Schichten.
Die Potsdamer Astronomen sind am Betrieb eines Observatoriums auf Teneriffa beteiligt. Instrumente, die später dort eingesetzt werden sollen, werden am Einsteinturm entwickelt und getestet, was auch für die Ausbildung von Studenten von großer Bedeutung ist.

## Kunstobjekte

### Die Einsteinskulptur
Im Eingangsbereich des Turmes wird heute eine Bronzebüste Einsteins gezeigt, die ursprünglich im Arbeitszimmer des Observatoriums gestanden hatte. 1933, gleich nach Beginn der antisemitischen Diktatur der Nationalsozialisten, verlor der Einsteinturm seinen Namen (Umbenennung in „Institut für Sonnenphysik“) und seinen Status als selbstständiges Institut, Abbildungen Einsteins wurden entfernt, Skulpturen sollten eingeschmolzen werden. Nach 1945 zeigte sich, dass Mitarbeiter die Porträtbüste gerettet und hinter Kisten im Spektrografenraum aufbewahrt hatten.

### Das 3sec-Bronzehirn

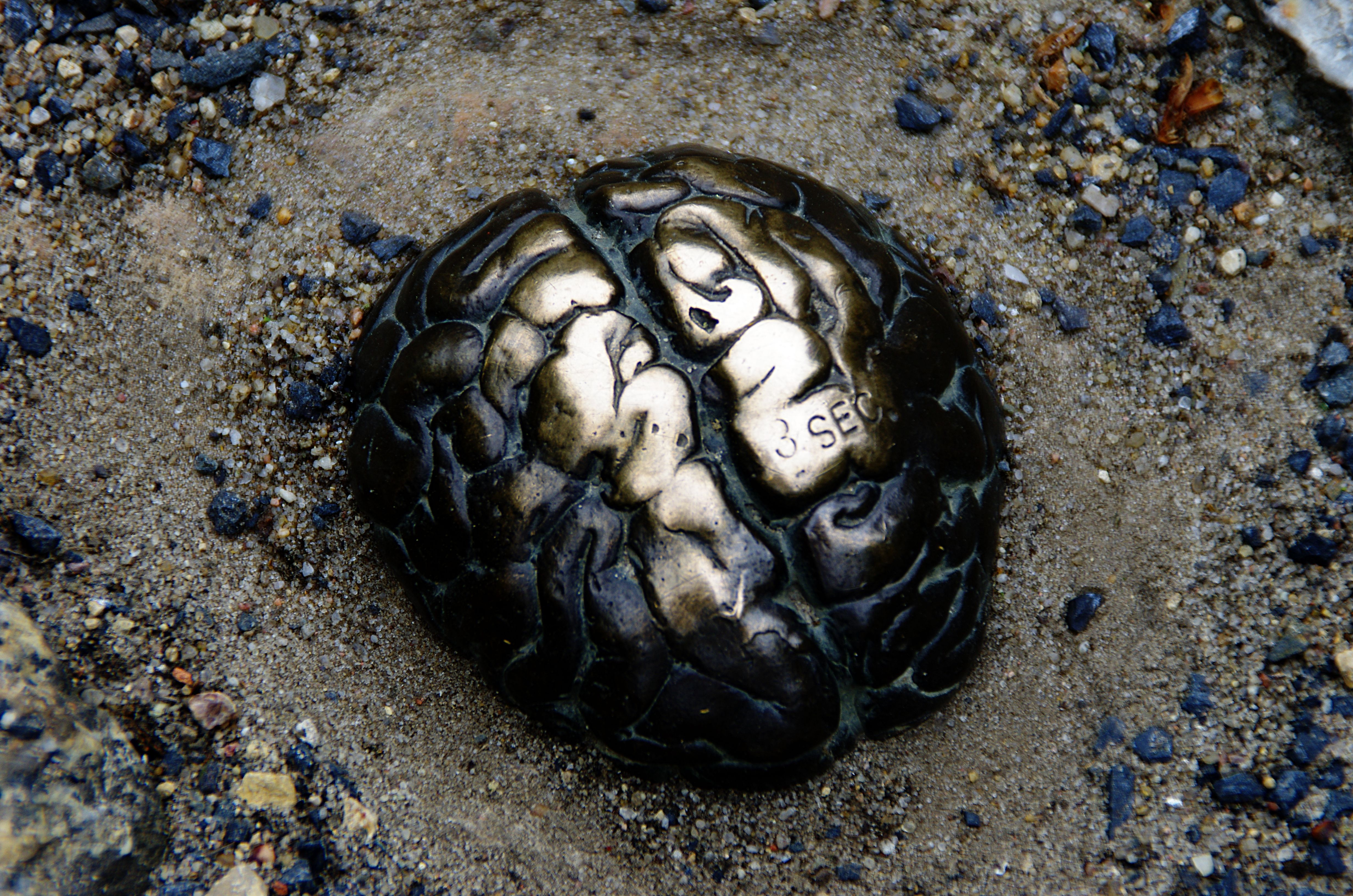
Das 3SEC-Bronzehirn am Einsteinturm

Wenige Meter vor der Treppe zum Einsteinturm kann man im Pflaster des Vorplatzes ein etwa faustgroßes Kunstobjekt finden – die inzwischen durch Abnutzung glänzende, bronzene, stark verkleinerte Wiedergabe des menschlichen Gehirns, in die vier Zeichen eingeprägt sind: 3SEC. Es handelt sich um eine Arbeit des Berliner Künstlers Volker März, die er 2002 hier (und in identischer Form vor dem Neurologischen Institut der Charité in Berlin) platziert hat. Die kleine Skulptur bezieht sich auf eine wissenschaftliche These von Ernst Pöppel, wonach „das Erleben der Kontinuität auf einer Illusion beruht. Kontinuität kommt zustande durch die Vernetzung der Inhalte, die jeweils in einem drei Sekunden dauernden Zeitfenster repräsentiert sind. Wir rekonstruieren die zeitliche Kontinuität aufgrund dessen, was in den einzelnen Bewusstseinsinseln repräsentiert ist“. Diesem Gedanken folgend, bezeichnet März seine Arbeit als „Das 3 sec Bronzehirn – Mahnmal des Jetzt – Denkmal der unablässigen Gegenwart.“

## Digitale Ausstellung

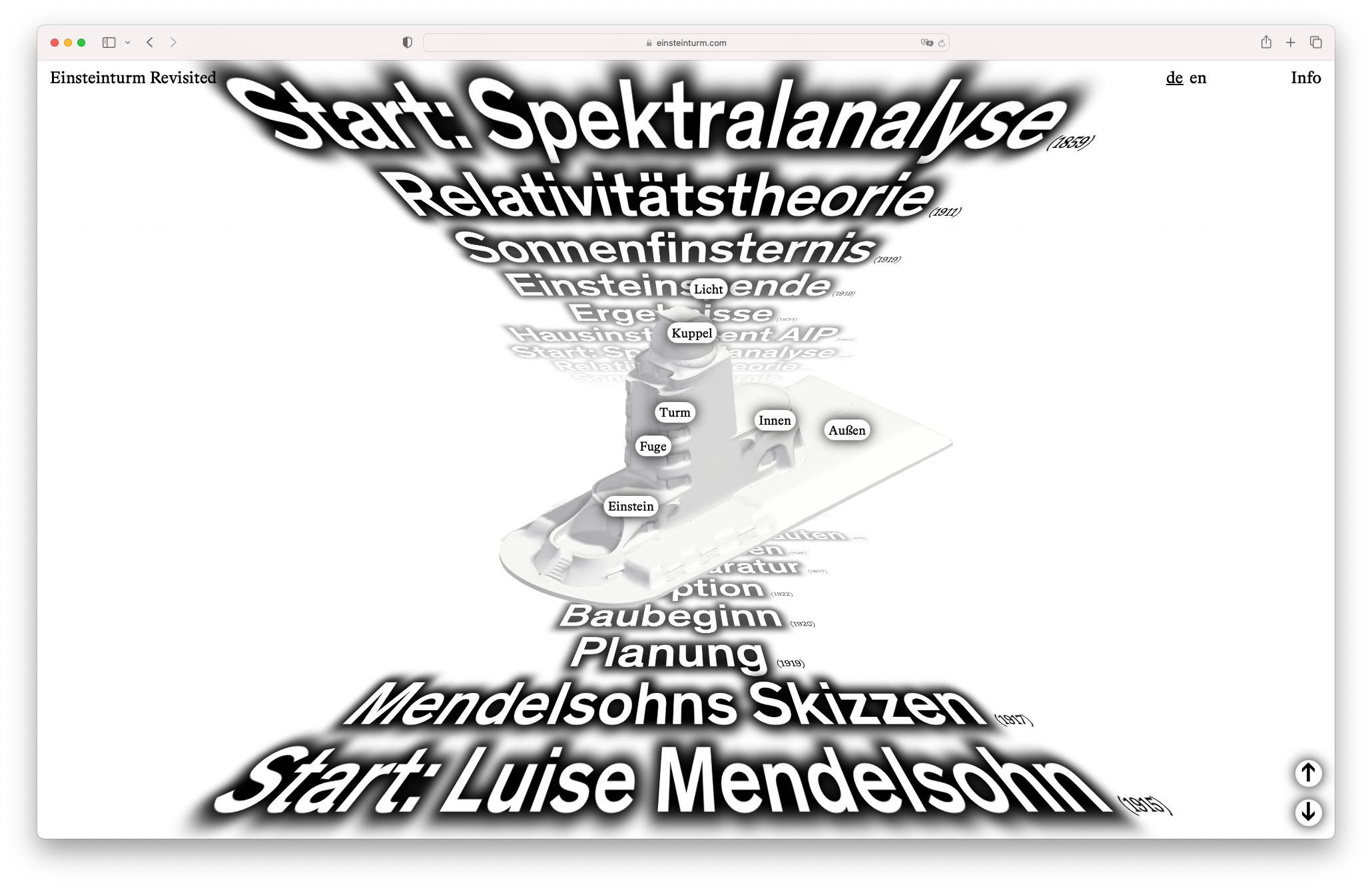
Startseite der digitalen Ausstellung über den Einsteinturm

Anlässlich der letzten Instandsetzung ist 2023 die digitale Ausstellung Einsteinturm revisited über den Einsteinturm entstanden, die Besuchern ein Verständnis von der Architektur-, Wissenschafts- und Denkmalgeschichte des Gebäudes vermitteln soll. Da der Turm immer noch als Sonnenteleskop vom Leibniz-Institut für Astrophysik genutzt wird, ist er öffentlich in der Regel nicht zugänglich. Die digitale Ausstellung ermöglicht durch ein interaktives 3D-Modell ein Verständnis der wissenschaftlichen Funktionsweise des Turms und zeigt die zeithistorischen und architektonischen Hintergründe seiner Entstehung.

## Trivia
Der Einsteinturm gab die Vorlage zum Cover des Albums Silent Knight der Band Saga.